# Тохтары (хутор)
Тохтары — хутор в Ишимбайском районе Башкортостана, входящий в Верхоторский сельсовет.
Находится в предгорьях Урала, в лесистой местности на реке Суханыш в 40 км к юго-востоку от Ишимбая и Салавата.

## История
Упразднён в 1979 году согласно Указу Президиума ВС Башкирской АССР от 29.09.1979 № 6-2/312 «Об исключении некоторых населенных пунктов из учетных данных по административно-территориальному делению Башкирской АССР».
Вновь образован в 2009 году Решением Совета муниципального района Ишимбайский район «Об установлении статуса и наименовании вновь образованного населенного пункта на территории сельского поселения Верхоторский сельсовет» от 9 июня 2009 г. № 12/145